# Gral Medical
Gral Medical este o companie furnizoare de servicii medicale din România, deținută de Robert și Georgeta Șerban.
Gral Medical este o firmă cu capital integral românesc și un furnizor de servicii medicale atât pentru asigurările sociale de sanătăte, cât și pentru cele private.
Grupul Gral a fost înființat în anul 2000, și deține o rețea de 17 centre medicale, dintre care 10 laboratoare, 4 clinici, 1 centru de imagistică medicală și 2 centre de radiologie dentară în județele Dolj, Prahova, Sibiu, Argeș și în București.
Compania are în derulare și un proiect de deschidere a primului său spital privat, amplasat în apropierea Clinicii de Diagnostic din București.
Corpul medical al companiei numără 450 de medici și asistente.
Cifra de afaceri:
- 2010: 50,4 milioane lei[6]
- 2009: 42,2 milioane de lei (circa 10 milioane de euro)[5]
- 2008: 8,6 milioane euro[7]
- 2007: 24,8 milioane de lei[2]

Profit net:
- 2008: 1,3 milioane euro[7]
- 2007: 4,4 milioane de lei[2]